# Nguyễn Phương Khánh
Nguyễn Phương Khánh (Provincia de Bến Tre, Vietnam, 5 de abril de 1995) es una reina de belleza vietnamita. Ella es la ganadora de Miss Tierra 2018 y la primera mujer vietnamita en ganar el título de Miss Tierra.

## Biografía
Phương Khánh nació y se crio en la provincia de Bến Tre, en la región Mekong Delta de Vietnam. Ella es una estudiante de mercadotecnia en Curtin Singapur, una campus sucursal de la Universidad Curtin de Australia. Ella se graduará pronto en 2019 y planea obtener un Maestría en Administración de Empresas en esta escuela.
Ella habla con fluidez vietnamita, francés e inglés.

## Carrera en el concurso de belleza
En abril de 2018, Phương Khánh obtuvo el segunda finalista en el concurso Miss Vietnam Sea Global, ganando un premio en efectivo de VND 200 millones (USD 8,770).
En agosto de 2018, Phương Khánh se unió al Leading Stars Project, un evento de casting organizado por la franquicia vietnamita para seleccionar Miss Earth Vietnam 2018 y representantes de otros concursos de belleza y eventos de modelaje. Miss Tierra 2015 Angelia Ong es una de las jueces del evento. Ella fue anunciada como Miss Earth Vietnam 2018 en una fecha posterior luego de obtener la aprobación del Ministerio de Cultura, Deportes y Turismo de Vietnam.
Phương Khánh representó a Vietnam en el concurso Miss Tierra 2018 celebrado el 3 de noviembre de 2018 en el Mall of Asia Arena en Ciudad de Pásay, Filipinas. Al final del evento, ganó el título y fue coronada por su predecesora, Miss Tierra 2017 Karen Ibasco de Filipinas.
Durante la competencia, ella también ganó premios de patrocinadores; Miss Puerto Princesa Centro Hotel, Miss Robig Builders y Miss Ruj Beauty Care & Spa. Además de las medallas de oro para la competencia de trajes nacionales (Asia y Oceanía) y la competencia de traje de noche (Grupo de Agua) y una medalla de plata para la competencia de trajes de baño (Grupo de Agua).